# Temporada 1877-1878 del Liceu
La temporada 1877-1878 del Liceu va viure l'estrena de tres òperes: Selvaggia de Francesco Schira, no va tenir èxit ni de públic ni de crítica i només va gaudir d'una única representació; Cinq-Mars de Charles Gounod va tenir millor acollida i va emplenar el teatre en totes les representacions; i en els últims dies de la temporada es van posar en escena dels actes I i III d'una òpera en quatre actes titulada Costanza, composició d'Antoni Nicolau, deixeble del mestre Gabriel Balart, basada en la història de Catalunya. Aquesta darrera va resultar molt prometedora i demostrà el talent de Nicolau. Va ser ben rebut del públic, que li va tributar merescuts aplaudiments i va cridar al jove compositor a la llotja escènica.
La temporada va començar el 10 d'octubre i va comptar amb els següents cantants de la companyia italiana, sota direcció artística musical dels mestres Eusebi Dalmau i Cosme Ribera, que van alternar en aquesta comesa:

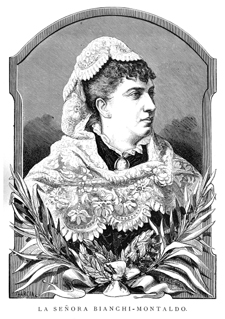
Adela Bianchi Montaldo

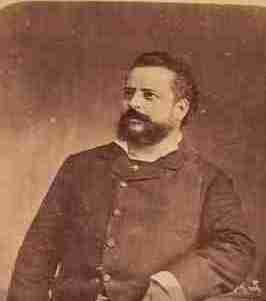
Carlo Bulterini

- Romilda Pantaleoni, prima donna soprano que va estar que va estar ja escripturada en la temporada anterior, i que com en ella va ser ben rebuda pel públic que la va aplaudir per la seva expressió dramàtica i sentiment en el cant.
- Adele Bianchi Montaldo, prima donna soprano sfogata de veu fresca i agradable d'un timbre igual en tota la seva extensió, de molt volum i molt vibrant en els punts aguts, sense ser aquests cridaners. Aquesta artista vocalitzà i frasejà bé el cant, amb flexibilitat en el seu òrgan vocal, abocà amb força neteja els passos d'agilitat i amb empenta i facilitat els de força. Amb aquestes facultats i qualitats artístiques la Bianchi Montaldo es va guanyar les simpaties del públic, que li va donar repetides proves d'elles en quantes òperes va prendre part.
- Rosina Vercolini de Tay, prima donna contralt, que conservava les mateixes facultats i dots artístiques de la temporada anterior i que va conservar també el favor del públic.
- Ida Cristino i Giulia Prandi, altres prima donnas, soprano la primera i mezzosoprano la segona, que van exercir els papers de segona categoria, com en l'última temporada.
- Francesco Tamagno, primer tenor que com en la temporada anterior, va tenir les simpaties del públic i que va funcionar des de principis de l'última fins a mitjan desembre.
- Carlo Bulterini, primer tenor també conegut del públic barceloní, per haver cantat dos anys abans en el mateix coliseu. Aquest artista conservava els dots artístics, però l'exercici havia fet ja algun efecte en les seves facultats; així és que de vegades emetia amb alguna dificultat la veu i amb poca espontaneïtat els punts aguts. De totes maneres, sent notable en el tenor Bulterini el seu equilibri i expressió en el cant, sempre va arrencar entusiastes aplaudiments dels públic.
- Massimo Ciapini i Jacques Roudil van ser els dos primers barítons reescripturats i que van funcionar durant l'última temporada, i van ser aplaudits en les òperes que van prendre part; el primer pel seu correcte estil i bon fraseig i el segon per la potència del seu òrgan vocal, d'agradable timbre, i per l'enteresa i energia del seu cant.
- A mitjan temporada va ser contractat un altre primer tenor, Antonio Rosetti, de veu bastant voluminosa, però gutural, i de timbre poc agradable, i amb poca qualitat artística. No va merèixer l'aprovació de la majoria del públic i va prendre part en poques òperes.
- Raffaele D'Ottavi, primer baix, de veu bastant fresca i sonora, que cantà discretament i va ser ben rebut. Van ser reescripturats també en qualitat de primers baixos Agustí Rodas i Antoni Vidal, molt aplaudit aquest pels dots artístics. Així mateix va continuar contractat de segon tenor Antonio Majjá.

| Temporada 1877-1878 del Liceu |                      |                  |                   | |           |                                                                                |
| Òpera                         | Compositor           | Director musical | Director d'escena | Papers principals | Producció | Dates                                                                          |
| L'Africana                    | Giacomo Meyerbeer    |                  |                   | Romilda Pantaleoni, Ida Cristino, Francesco Tamagno, Jacques Roudil, Raffaele D'Ottavi, Augustin Rodas                                                                    |           | 10, 11, 16, 21 i 27 d'octubre; 1, 6, 10 i 13 de novembre; 4, 8 i 9 de desembre |
| Jone                          | Errico Petrella      |                  |                   | Adele Bianchi Montaldo, Giulia Prandi, Carlo Bulterini, Massimo Ciapini, Raffaele D'Ottavi                                                                                |           | 14 d'octubre                                                                   |
| Poliuto                       | Gaetano Donizetti    | Cosme Ribera     |                   | Massimo Ciapini, Domenico Tamagno, Francesco Tamagno (octubre, novembre) / Carlo Bulterini (febrer), Adele Bianchi-Montaldo, Agustí Rodas, Antoni Majjà, Melcior Puig     |           | 20, 23, 26, 31 octubre / 17 novembre 1877 / 26 febrer                          |
| Faust                         | Charles Gounod       |                  |                   | Romilda Pantaleoni, Giulia Prandi, Carlo Bulterini, Jacques Roudil, Anton Vidal                                                                                           |           | 24 d'octubre                                                                   |
| Gli Ugonotti                  | Giacomo Meyerbeer    |                  |                   | Adele Bianchi Montaldo, Ida Cristino, Giulia Prandi, Carlo Bulterini, Massimo Ciapini, Anton Vidal                                                                        |           | novembre                                                                       |
| Selvaggia                     | Francesco Schira     |                  |                   | Romilda Pantaleoni, Giulia Prandi, Jacques Roudil, Francesco Tamagno, Antonio Majjá                                                                                       |           | novembre                                                                       |
| Salvator Rosa                 | Antônio Carlos Gomes |                  |                   | Romilda Pantaleoni, Ida Cristino, Antonio Rossetti, Massimo Ciapini, Anton Vidal                                                                                          |           | novembre                                                                       |
| Nabucco                       | Giuseppe Verdi       |                  |                   | Adele Bianchi Montaldo, Giulia Prandi, Antonio Majjá, Massimo Ciapini, Raffaele D'Ottavi                                                                                  |           | desembre                                                                       |
| Il trovatore                  | Giuseppe Verdi       | Cosme Ribera     |                   | Jules Roudil, Romilda Pantaleoni (12, 13 desembre) / Adele Bianchi-Montaldo (resta), Rosa Vercolini-Tay, Antonio Rossetti, Raffaele D'Ottavi, Pilar Riquero, Melcior Puig |           | 12, 13, 16, 19, 22 desembre 1877 / 8, 17, 26 gener                             |
| Roberto il diavolo            | Giacomo Meyerbeer    |                  |                   | Romilda Pantaleoni, Ida Cristino, Carlo Bulterini, Domenico Tamagno, Antonio Vidal                                                                                        |           | desembre                                                                       |
| Aida                          | Giuseppe Verdi       |                  |                   | Adele Bianchi Montaldo, Rosina Vercolini Tay, Carlo Bulterini, Jacques Roudil, Anton Vidal, Raffaele D'Ottavi                                                             |           | desembre                                                                       |
| Ballo in maschera             | Giuseppe Verdi       | Cosme Ribera     |                   | Antonio Rossetti, Massimo Ciapini, Romilda Pantaleoni, Giulia Prandi, Ida Cristino, Ildefonso Ferrando, Agustí Rodas, Francesc Viñals, Melcior Puig                       |           | 30 desembre / 2, 9, 16, 20, 24 gener / 8, 13 març / 2 abril                    |
| Cinq-Mars                     | Charles Gounod       |                  |                   | Romilda Pantaleoni, Antonio Rossetti, Jacques Roudil, Anton Vidal |           | 29 de gener                                                                    |
| Norma                         | Vincenzo Bellini     | Cosme Ribera     |                   | Carlo Bulterini, Agustí Rodas, Adele Bianchi-Montaldo, Ida Cristino, Pilar Riquero, Antonio Majjá                                                                         |           | febrer                                                                         |
| La favorita                   | Gaetano Donizetti    | Eusebi Dalmau    |                   | Rosa Vercolini-Tay, Antonio Rossetti, Carlo Bulterini (3 març), Jules Roudil, Antoine Vidal, Antoni Majjà, Ida Cristino                                                   |           | 28 febrer / 3, 10, 17, 24 març / 4 abril                                       |
| Ernani                        | Giuseppe Verdi       |                  |                   | Adele Bianchi Montaldo, Carlo Bulterini, Jacques Roudil, Raffaele D'Ottavi                                                                                                |           | març                                                                           |
| Ruy Blas                      | Filippo Marchetti    |                  |                   | Adele Bianchi Montaldo, Giulia Prandi/Rosina Vercolini Tay, Antonio Rossetti, Massimo Ciapini, Anton Vidal                                                                |           | març                                                                           |
| Costanza                      | Antoni Nicolau       |                  |                   | Romilda Pantaleoni, Ida Cristino, Carlo Bulterini, Jacques Roudil, Anton Vidal                                                                                            |           | març                                                                           |